# RFB Protocol
RFB Protocol (remote framebuffer) は、GUI操作によるリモートアクセス用のシンプルな通信プロトコルである。
RFBはフレームバッファレベルで動作するため、X11やMicrosoft Windows、Macintoshを含む、全てのウィンドウシステムとアプリケーションに適用できる。RFBはVirtual Network Computing (VNC)で使われるプロトコルである。

## プロトコルバージョン
- RFB 3.8, july 2005
  - 2011年、RFC 6143として公開された。
- RFB 3.7
- RFB 3.3